# Fritz Zinn
Fritz Zinn (* unbekannt; † um 1950 in New York) war ein deutscher Tischtennisspieler und -funktionär. Er nahm an der Weltmeisterschaft 1926 teil.
Zinn lebte in Berlin, zuletzt (1933) in Charlottenburg. Bei der WM 1926 in London trat er nur im Doppel mit Curt Gerstmann an. Nach Freilos in der ersten Runde schieden sie gegen die Engländer H. A. Benett/George J. Ross aus.
Zugleich nahm Zinn auch Funktionärsaufgaben war. So war er von 1925 bis 1933 der erste Schatzmeister des Deutschen Tischtennis-Bundes DTTB. Ab Dezember 1926 war er auch Beisitzer im Präsidium des Welttischtennisverbandes ITTF („Advisory Committee“).
Im Zuge der „Arisierung“ musste Zinn im April 1933 vom DTTB-Amt zurücktreten, genauso wie auch andere „nicht-arischen“ Funktionäre, etwa Sportwart Dr. Herbert Caro.

## Turnierergebnisse
| Verband | Veranstaltung     | Jahr | Ort    | Land | Einzel       | Doppel    | Mixed        | Team |
| ------- | ----------------- | ---- | ------ | ---- | ------------ | --------- | ------------ | ---- |
| GER     | Weltmeisterschaft | 1926 | London | ENG  | keine Teiln. | letzte 16 | keine Teiln. |      |